# Теноч
Теноч або Теночцін (*Te-nōch, бл. 1299 — між 1363 та 1369) — вождь-жрець (чуаутлатоані) ацтеків у 1325–1363 роках, засновник Теночтітлана, майбутньої столиці Ацтецької імперії. Від його імені ацтеків також називали теночками. Значною мірою знання про нього сповнені різними легендами та міфами, складеними у часи розквіту імперії.

## Життєпис
Походив зі знатної жрецької родини. Про родину та обставини обрання вождем невідомо. За деякими відомостями його батьком був жрець Тламокацкіна. Спочатку входили до своєрідної колегії жерців на чолі із Іланкуетлем. У 1319 році разом із ацтеками залишив першу столицю — Чамультепек, перебравшись до Тісопана. В цей час ацтеки визнали зверхність Кошкоштлі, тлатаоні міста-держави Колуакана. За наказом останнього ацтеки атакували місто-державу Шочімілько, які завдали відчутної поразки. В нагороду ацтеки отримали землі та місто Мешікальтцінко.
Незабаром, у 1325 році, Теноча обирають новим вождем-жерцем ацтеків та бога Уїцилопочтлі (на той час Іланкуетль помер або загинув). Він зумів домогтися в Ачітомітля, нового тлатаоні Колуакана, права торгувати в його місті, а також зробив доньку останнього жрицею ацтеків та оголосив живою богинею. Проте незабаром, наче за наказом Уїцилопочтлі, Теноч наказав жорстоко вбити доньку Ачітомітля, що викликало війну з державою Колуакан. Ймовірно такі дії з боку Теноча повинні були засвідчити незалежність держави ацтеків.
Втім під тиском супротивника Теноч вивів частину ацтеків з Мешікальтцінко (більшість було знищено військами Колуакана), повівши до озера Тескоко. Тут він обрав для зведення нового міста маленький острівець на цьому озері. Місто отримало назву Чуауміштітлан. Втім дата 1325 рік як час заснування Теночтітлана не є достеменною, можливо це відбувалося трохи пізніше. За «наказом» Уїцилопочтлі ацтеки насамперед звели йому храм. Будівництво храму ознаменувало заснування міста.
В часи урядування Теноча (його влада була обмежена владою 10-12 жерців) були закладені основи для утворення міста-держави. Було налагоджено рибальство та полювання, також Теночі домовився з державами, що володіли узбережжям озера Тескоко, щодо постачання прісної води до Теночтітлана, осільки вода самого озера було солоною. З огляду на залежність Теночтітлана від постачання з узбережжя Теноч вимушений був визнати над собою зверхність міста-держави Аскапоцалько.
У 1347 році в рамках виконання васальних зобов'язань він відправив ацтекські загони до армії Аскапоцалько, яка підкорила місто-державу Колуакан. Втім Теноч більше уваги приділяв внутрішнім справам, намагаючись налаготи побут та розбудувати місто. У 1351 році започаткував свято «Нового вогню». Основні зусилля були спрямовані на посилення впливу жречества та знаті. Помер Теноч між 1363 та 1369 роками. Після цього посада чуаутлатоані скасовується, владу перебирає рада жерців, деякий час контроль над містом здійснював безпосередньо Тезозомок, тлатоані Аскапоцалько. Лише у 1476 році Тезозомок призначив першого тлатоані Теногчтітлана — Акамапічтлі. Останній начебто перейменував місто на честь Теноча. За іншою версією це відбулося ще за Теноча — місто отримало назву на честь кактусів, що росли на острові-місці появи Теночтітлана.